# Christopher McNaughton
Christopher George McNaughton (* 11. Oktober 1982 in Leutershausen) ist ein ehemaliger deutscher Basketballspieler. Zuletzt spielte der 2,11 Meter große Center von 2014 bis 2016 für die MHP Riesen Ludwigsburg.

## Karriere
Christopher McNaughton begann seine Karriere beim TSV Ansbach. Danach spielte er für den TSV Tröster Breitengüßbach in der 2. Basketball-Bundesliga und mit Doppellizenz in der Basketball-Bundesliga für den TSK Bamberg. Während seines Studiums in den USA von 2003 an spielte er an der Bucknell University für die Bison genannte Hochschulmannschaft in der NCAA Division I, die ihn 2017 in ihre Ruhmeshalle aufnahm. Er war an den größten Erfolgen dieser Hochschulmannschaft beteiligt, nämlich der zweimaligen Qualifikation für die zweite Runde des NCAA-Meisterschaftsturniers 2005 und 2006, was für Mannschaften der Patriot League durchaus als Erfolg anzusehen ist. Darunter war 2005 ein Erstrundensieg gegen die favorisierten Jayhawks der University of Kansas mit dem spielentscheidenden Korberfolg von McNaughton. Der zeitweilige Mannschaftskamerad von Charles Lee platzierte sich unter den zehn besten Punktesammlern in der Geschichse einer Hochschulmannschaft.
Nach einem kurzen Aufenthalt bei CB L'Hospitalet in der LEB Oro, der zweiten Liga Spaniens, spielte McNaughton zwei Jahre lang in der drittklassigen LEB Plata, wo er bei den Vereinen Prat Joventut und Faymasa Palencia unter Vertrag stand. Mit letzterem Verein gewann er 2009 die Meisterschaft und den Ligapokal dieser Klasse. Danach kehrte er nach Deutschland zurück und spielte in der folgenden Saison für die BG Göttingen. Mit Göttingen gewann er 2010 die EuroChallenge, den erst dritten Pokalsieg einer deutschen Mannschaft in einem europäischen Wettbewerb. Im Endspiel gegen Krasnye Krylja Samara war er als bester Korbschütze mit 22 Punkten entscheidend am Erfolg beteiligt.
Zur Saison 2010/11 wechselte McNaughton innerhalb der Liga zum Deutschen Meister von 2009, EWE Baskets Oldenburg. Er erhielt dort einen Vertrag für zwei Jahre, welcher aber durch die Niedersachsen bereits nach Ablauf der Saison 2010/11 gekündigt wurde. McNaughton unterschrieb daraufhin einen Vertrag bei den Eisbären Bremerhaven für die Saison 2011/12.
Nach einem Jahr, indem die Eisbären die Play-offs verpassten, wechselte McNaughton erneut innerhalb der Liga und ging zu den s.Oliver Baskets aus Würzburg. Dort erhielt er einen Vertrag bis 2014. Nach dem sportlichen Abstieg mit Würzburg 2014 erhielt McNaughton keinen neuen Vertrag und wechselte zu den MHP Riesen Ludwigsburg. Dort unterzeichnete er einen Zweijahresvertrag.
Nach dem Auslaufen seines Vertrags in Ludwigsburg beendete er seine Karriere und lebt mit seiner Familie in München.